# Mycosphaerella sesamicola
Mycosphaerella sesamicola är en svampart som beskrevs av Sivan. 1985. Mycosphaerella sesamicola ingår i släktet Mycosphaerella och familjen Mycosphaerellaceae.   Inga underarter finns listade i Catalogue of Life.